# Takahashi Shigetane
Takahashi Shigetane est un nom japonais traditionnel ; le nom de famille (ou le nom d'école), Takahashi, précède donc le prénom (ou le nom d'artiste).
Takahashi Shigetane (高橋 紹運, 1548-10 septembre 1586) aussi connu sous le nom de « Takahashi Shōun (Jōun) » (高橋 紹運) est un important obligé du clan Ōtomo à la fin de l'époque Sengoku du Japon féodal.

## Biographie
Takahashi Shigetane naît à Kakehi, à Bungotakada, dans la province de Bungo en l'an 1548. est par ailleurs plus connu sous le nom de Takahashi Shōun pendant les premières années de sa vie. Il commence encore jeune son service auprès des Ōtomo de la province de Bungo. Ceux-ci ont Ōtomo Sōrin pour chef. Finalement, Takahashi Shigetane contrôle également le clan Takahashi, auprès duquel il est en outre considéré comme un grand pilier du pouvoir des Ōtomo et reçoit un château du nom d'Iwaya qui borde la province de Chikuzen pour contribuer à son autorité et à son prestige. Toutefois, le puissant clan Shimazu qui a récemment défait les Ryūzōji à la bataille d'Okita Nawate en 1584, a désormais pour objectif la destruction des Ōtomo avec lesquels ils entretiennent une longue et intense rivalité. Cette situation contraint Takahashi Shigetane, qui n'y est pas préparé, à renforcer ses défenses.
Cependant, les forces des Shimazu arrivent plus tôt que ne l'ont initialement prévu les Ōtomo et Takahashi Shigetane se trouve devant un dilemme : comme il ne possède pas plus de 760 hommes et ses adversaires environ 50 000 soldats, aucune forme de défense n'est possible étant donné que cette puissance militaire est affectée uniquement au siège du château d'Iwaya. Compte tenu de ces circonstances, il est submergé mais les forces du château d'Iwaya réussissent à résister pendant plus de deux semaines avant d'admettre que la situation est désespérée, forçant Takahashi Shigetane à se suicider.
En plein milieu du siège du château d'Iwaya, un commandant des Shimazu le presse d'arrêter le combat et lui demande : « Pourquoi sers-tu l'injuste clan Ōtomo qui en prend à son aise avec le bouddhisme et la foi dans le christianisme ? Tu as déjà fait la preuve de ta bravoure, s'il te plaît rend-toi. » Ce à quoi il répond : « Prêter serment d'allégeance et de fidélité à son seigneur et à son clan quand ils sont puissants et trahir le clan quand il est faible, beaucoup le font mais j'ai une dette de gratitude envers mon seigneur et son clan et donc je ne peux pas faire une telle chose. Un samouraï qui est ingrat est pire que les animaux. » Il est rapporté que tous les hommes sur le champ de bataille, y compris les soldats de Shimazu, éprouvaient une grande admiration pour Shigetane.
Son fils Muneshige est plus tard adopté par les Tachibana et succède à Tachibana Ginchiyo, belle-fille de Takahashi Shigetane à la tête du clan.